# Sokon Matsumura

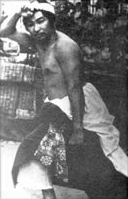
Sokon Matsumura

Sokon Matsumura (松村宗棍, Matsumura Sokon, 1797/1809 - 1899) foi o mais notável praticante de caratê de sua época. Viveu no século XIX, e foi um dos precursores do estilo Shorin-ryu. Dentre os caratecas mais antigos, foi seu discípulo o mestre Yasutsune Itosu (também conhecido como Anko Itosu). Seu Mestre foi Kanga Sakukawa, o mais renomado Mestre de Te (Shuri-te) em Okinawa naquele tempo.

## Biografia
Sokon Matsumura nasceu na vila de Yamagawa, nas redondezas do castelo de Shuri, em Oquinaua. A contrário do que dizem muitas fontes, Bushi Matsumura nasceu em 1797, posto ter ele falecido com 92 anos de idade. Afirma-se ainda que ele seria de origem parcial chinesa e que seu patronímico seria "Kiyo".[carece de fontes?]
O mestre começou seus estudos e prática de caratê sob a supervisão de Kanga Sakukawa, que, já em adiantada idade, de início se mostrou relutante em aceitá-lo como aluno, pois Matsumura era visto como problemático. Todavia, foi prometido por Sensei Sakukawa ao pai do jovem, Matsumura Sofuku, que o rapaz seria treinado e, assim, Sokon Matsumura passou cinco anos e já novo adquiriu fama de sua perícia em artes marciais.
Contam que quando estava a praticar técnicas defensivas, Sakukawa punha-o amarrado a um tronco de árvore, de modo a não se poder esquivar ou recuar frente a um ataque, e era desferida uma sequência de socos.
Em 1816, quando contava dezenove anos de idade[carece de fontes?], o mestre casou-se com Yonamine Chiru, que também era reconhecida como experta em artes marciais, já que vinha de uma família cuja perícia em artes marciais era notória. Disse Yonamine que ela jamais se casaria com um homem que fosse menos habilidoso que ela. Desta feita, ambos se enfrentaram e Matsumura venceu o desafio, logicamente.
A família real de Ryukyu — a família Sho — recrutou Sokon Matsumura para o serviço militar, quando lhe foi, em 1816, outorgado o título de Shikudon, um título de baixa nobreza. Desta feita, Matsumura iniciou sua carreira servindo ao XVII rei de Ryukyu, el-rei Sho Ko, da segunda dinastia Sho. Por aquele tempo, conforme era a tradição,
os oficiais do reino deveriam cambiar o sobrenome, quando Sho Ko sugeriu que ficasse Muramastu, mas foi-lhe dito pelo mestre que, se possível, preferia permanecer como Matsumura, o que foi atendido.
Por volta de 1832 começa a particar a arte de esgrima do clã Satsuma.
Em 1836, viaja para Pequim, onde fica por um ano e três meses, treinando Xingyi-chuan, a escola de arte marcial do norte da China, com um mestre denominado Wei Bo.
O mestre eventualmente tornou-se o dirigente marcial mor, instrutor e guarda-costas de el-rei Sho Ko. Nesta posição, permaneceu a atuar até, pelo menos, o reinado subsequente, dos reis Sho Iku e Sho Tai. Como representante real, Matsumura viajou até Fuzhou e prinvícia de Satsuma, estudando em China Chuan Fa e outras artes marciais mais as quais foram levadas consigo até Oquinaua. Retornando à sua terra de origem, foram reunidos alguns alunos e a escola de artes marciais e seu mestre ganharam notoriedade.
Além de lutas, Matsumura é bem conhecido exímio praticante de caligrafia e estudante de disciplinas físicas e metafísicas e por dar relevância ao equilíbrio entre condição física e moral, as quais deveriam desenvolver-se simultâneas. Também era adepto do Confucionismo. E tentava fazer lobrigar que é a mente que comanda o corpo, a estratégia deve vir antes da ação: o cuidadoso planejamento é mais importante do que o ato em si.
A estratégia antes da ação foi demonstrada quando, uma vez, el-Rei de Ryukyu quis por à prova as habilidades de Sokon Matsumura e decidiu que o adversário seria um touro, que foi adquirido do Imperador do Japão. O mestre não perdeu tempo: previamente à data aprazada, ele foi ter com o encarregado de cuidar do animal, a quem pediu para ser conduzido até a besta, o que foi feito; Matsumura estava paramentado com sua armadura; assim, ficava atormentado o touro até que este ficasse atemorizado e soubesse bem quem o fazia. Finalmente, quando chegou o dia da disputa, o animal foi conduzido até o sítio do confronto e Matsumura nem precisou de atacar, pois o adversário saiu em carreira. Por causa deste feito, foi concedido o título de Bushi, ou guerreiro, pelo rei de Oquinaua em reconhecimento de suas habilidades e realizações dentro das artes marciais, bem como por que jamais foi batido em combate.
Outro episódio, que demonstra o claro uso da estratégia para vencer uma contenda, sucedeu quando um artesão e artista marcial desafiou Sokon Matusumura para uma luta e disse esperar num determinado sítio, à cert'altura cedo da manhã. O homem, entonces, decidiu, como forma de conseguir alguma vantagem, chegar mais cedo para examinar o terreno. Pois foi, para sua grande surpresa, que Matsumura já estava lá havia bem mais tempo e eis que já tinha também avaliado o desafiante. Entonces, quando iniciou o combate, o oponente fitou os olhos de Matsumura e disse ter visto os "olhos da morte", quando aquele sucumbiu por terra e desandou a prantear. Matsumura disse apenas ter pensado em vencer, o que fora suficiente para demover o adversário.
A iniciativa do mestre era a mesma dos Samurais, "aceitação resoluta perante a morte", segundo as palavras de Musashi. Suas atitudes conduzem à conclusão de que era também conhecer da obra de Sun Tzu, A Arte da Guerra.
Matsumura ainda treinou com um artista marcial do sulda China, chamado de Annan, que teve alguma complicação em sua embarcação no litoral de Oquinaua. De qualquer forma, Chinto, por causa da fome, começou a pilhar e saquear os estabelecimentos comerciais. O rei, ao saber desse sucedido, enviou Matsumura para capturar o causador de problemas. Finalmente tiveram um embate, mas, porque as técnicas de ambos se equivaliam, nenhum logrou vitória. Entrementes, quando todas as demais táticas de captura falharam, o Matsumura tornou-se amigo e começou a trocar conhecimentos sobre as artes marciais, o que resultou na apreensão do kata Chinto.
Outro mestre com o qual Matsumura teve contacto e trocou informações foi um embaixador chinês em Oquinaua, de nome Channan. E com os ensinamentos aprendidos deste, Sokon Matsumura teria criado dois katas, Pinan Shodan e Pinan Nidan.
Depois que o Japão formalmente anexou o reino de Ryukyu, passaram-se mais quarenta anos e Sokon Matsumura mudou-se para Tóquio, onde continuou a desenvolver o caratê até o fim da vida.

## Contribuições
Matsumura pode ter contribuído para a criação do estilo Shorin-ryu. O mestre foi o primeiro a introduizir os princípios da escola de esgrima de Satsuma, Jigen-ryu, dentro das artes marciais com armas de Oquinaua — kobudô —, bem como lhe é creditado ainda o estilo de bojutsu de Tsuken[carece de fontes?].
São-lhe atribuídos a compilação da série Naihanchi/Tekki de katas, bem como a dos katas Bassai, Seisan, Chinto, Gojushiho, Kushanku e Hakutsuru. Esta última forma, dizem [carece de fontes?], compila os ensinamentos do estilo da Garça Branca de kung fu. Atribui-se ainda ao mestre o desenvolvimento (indireto) da série Pinan/Heian de katas, haja vista que treinava o lendário e extenso kata Channan, que serviu de base para a criação dos outros cinco.
Seus alunos mais famosos foram Yasutsune Itosu e Yasutsune Azato, pero foi também professor de Gichin Funakoshi, Kentsu Yabu, Chomo Hanashiro e Chotoku Kyan, o que fez com seus ensinamentos dessem ensejo à criação de vários estilos do caratê modernos, como Shotokan, Shorin-ryu, Shito-ryu. O estilo Hohan Soken chama para si a qualidade de a forma de caratê mais próxima daquela ensinada por Sokon Matsumura.